# Мзык, Людвиг
Людвиг Мзык (пол. Ludwik Mzyk, 22 апреля 1905, Хожув — 20 февраля 1940, Форт VII, Познань) — блаженный Римско-католической церкви, священник, монах из монашеского ордена вербистов. Входит в число 108 блаженных польских мучеников, беатифицированных римским папой Иоанном Павлом II во время его посещения Варшавы 13 июня 1999 года.

## Биография
Людвиг Мзык родился в многодетной шахтёрской семье. В 1918 году, в возрасте 13 лет, Людвига Мзыка приняли в начальную семинарию вербистов в городе Нисе. После окончания обучения вступил в новициат монашеского ордена вербистов, после чего его направили на учёбу в Рим, Италия. После окончания обучения защитил докторскую диссертацию по догматическому богословию в Папском Григорианском Университете. 
30 октября 1932 года был рукоположён в сан священника и его назначили ответственным за новициат. В течение трёх лет руководил новициатом в монастыре, находящемся недалеко от Познани.
Начало Второй мировой войны встретил в Познани. 25 апреля 1940 года был арестован Гестапо и заключён в познанском лагере смерти Форт VII, где через некоторое время скончался от пыток.

## Прославление
13 июня 1999 года был беатифицирован римским папой Иоанном Павлом II вместе с другими польскими мучениками Второй мировой войны.
День памяти — 12 июня.

## Источник
- Józef Arlik, Sługa Boży O. Ludwik Mzyk — cichy świadek Chrystusa, [w:] Zgromadzenie Słowa Bożego, Pieniężno-Nysa 1994.